# Wolfhart Unte

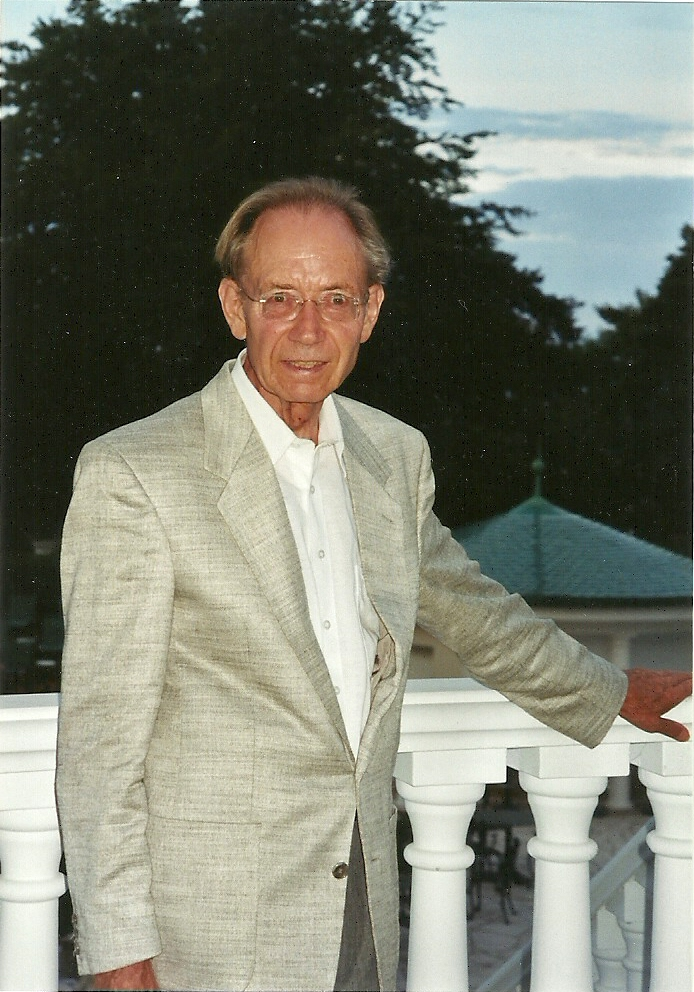
Wolfhart Unte (ca. 2004)

Wolfhart Unte (* 4. Februar 1938 in Berlin; † 10. Dezember 2014 ebenda) war ein deutscher Klassischer Philologe und Bibliothekar.
Nach dem Abitur am Ratsgymnasium in Hannover Ostern 1959 studierte er zunächst Botanik, Zoologie und Klassische Philologie an der Universität Tübingen, seit Wintersemester 1959/60 an der Freien Universität Berlin Klassische Philologie, Philosophie und Geschichte. Im Januar 1966 legte er das Staatsexamen für Latein und Griechisch ab. Am 19. August 1968 wurde er bei Hans Schwabl und Franco Munari promoviert.
Danach absolvierte er die Ausbildung für den höheren Bibliotheksdienst und war von 1970 bis 1978 Leiter der Abteilung Sacherschließung der Universitätsbibliothek der Freien Universität Berlin, danach ebendort Fachreferent für Altertumswissenschaften.
Wissenschaftliche Publikationen produzierte er vor allem zur Geschichte der Klassischen Philologie mit dem Schwerpunkt auf Gelehrte an den Universitäten Berlin und Breslau.

## Schriften (Auswahl)
- Studien zum homerischen Apollonhymnos, Berlin 1968 (= Dissertation)
- Berliner Klassische Philologen im 19. Jahrhundert. In: Willmuth Arenhövel, Christa Schreiber (Herausgeber): Berlin und die Antike. Aufsätze. Architektur, Kunstgewerbe, Malerei, Skulptur, Theater und Wissenschaft vom 16. Jahrhundert bis heute. Berlin 1979, S. 9–67
- mit Helmut Rohlfing: Quellen für eine Biographie Karl Otfried Müllers (1797–1840). Bibliographie und Nachlaß, Hildesheim u. a. 1997, ISBN 3-487-10497-0
- Die Briefe des Breslauer Verlegers Josef Max an Karl Otfried Müller, St. Katharinen 2000, ISBN 3-89590-099-0
- Heroen und Epigonen. Gelehrtenbiographien der klassischen Altertumswissenschaft im 19. und 20. Jahrhundert, St. Katharinen 2003,  ISBN 3-89590-134-2 (= gesammelte kleine Schriften; mit Schriftenverzeichnis)